# Abergement-la-Ronce
Abergement-la-Ronce és un municipi francès situat al departament del Jura i a la regió de Borgonya - Franc Comtat.